# AFC Futsal Club Championship 2016
Die AFC Futsal Club Championship 2016 war die 7. Spielzeit des wichtigsten asiatischen Wettbewerbs für Vereinsmannschaften im Futsal. Am Wettbewerb nehmen in dieser Saison 12 Mannschaften aus 12 Landesverbänden teil. Dieses Jahr wurden die Spiele in Thailand in der Bangkok Arena ausgetragen.

## Teilnehmer
| Verband                      | Mannschaft                    | Qualifiziert durch                                                                         |
| ---------------------------- | ----------------------------- | ------------------------------------------------------------------------------------------ |
| Iran                         | Tasisat Daryaei FSC           | AFC Futsal Club Championship 2015-Champion und Iranian Futsal Super League 2015/16-Meister |
| Japan                        | Nagoya Oceans                 | F. League 2014/15-Meister                                                                  |
| Thailand                     | Chonburi Bluewave Futsal Club | Gastgeber und Thailand Futsal League 2015/16-Meister                                       |
| China                        | Dalian Yuan Dynasty           | Chinese Futsal League 2014/15-Meister                                                      |
| Uzbekistan                   | FC Almalyk                    | Uzbekistan Futsal League 2015-Meister                                                      |
| Australien                   | Vic Vipers Futsal Club        | F-League 2015/16-Meister                                                                   |
| Taiwan                       | Taiwan Power Company FC       | Chinese Taipei Futsal League 2015/16-Meister                                               |
| Katar                        | Al Sadd Futsal Team           | Qatar Futsal League 2015/16-Meister                                                        |
| Vietnam                      | Sanna Khanh Hoa Futsal Club   | Vietnam National Futsal League 2015-Meister                                                |
| Vereinigte Arabische Emirate | Dibba Al-Hisn Sports Club     | UAE Futsal League 2014/15-Meister                                                          |
| Irak                         | Naft Al-Wasat SC              | Iraq Futsal League 2015/16-Meister                                                         |
| Libanon                      | Al Mayadeen FC                | Lebanon Futsal League 2015/16-Meister                                                      |

## Spielort
Für die Austragung der Spiele wurde folgende Arena genutzt:
| Nong Chok         |
| ----------------- |
| Bangkok Arena     |
| Kapazität: 12.000 |
|                   |

## Gruppenphase
Die Mannschaften wurden in vier Dreier-Gruppen ausgelost. In jeder Gruppe musste jede Mannschaft zwei Spiele absolvieren.
Der erst- und zweit Platzierte qualifizierten sich für die K.O.- Runde.

### Gruppe A
| Pl. | Verein                        | Sp. | S | U | N | Tore    | Diff. | Punkte |
| --- | ----------------------------- | --- | - | - | - | ------- | ----- | ------ |
| 1.  | Chonburi Bluewave Futsal Club | 2   | 2 | 0 | 0 | 009:400 | +5    | 06     |
| 2.  | Nagoya Oceans                 | 2   | 0 | 1 | 1 | 003:500 | −2    | 01     |
| 3.  | Vic Vipers Futsal Club        | 2   | 0 | 1 | 1 | 005:800 | −3    | 01     |

| 15. Juli 2016                 |     |                        |
| Chonburi Bluewave Futsal Club | 6:3 | Vic Vipers Futsal Club |
| 16. Juli 2016                 |     |                        |
| Nagoya Oceans                 | 2:2 | Vic Vipers Futsal Club |
| 17. Juli 2016                 |     |                        |
| Chonburi Bluewave Futsal Club | 3:1 | Nagoya Oceans \|       |

### Gruppe B
| Pl. | Verein              | Sp. | S | U | N | Tore    | Diff. | Punkte |
| --- | ------------------- | --- | - | - | - | ------- | ----- | ------ |
| 1.  | Tasisat Daryaei FSC | 2   | 2 | 0 | 0 | 010:500 | +5    | 06     |
| 2.  | FC Almalyk          | 2   | 0 | 1 | 1 | 005:600 | −1    | 01     |
| 3.  | Al Mayadeen FC      | 2   | 0 | 1 | 1 | 004:800 | −4    | 01     |

| 15. Juli 2016       |     |                |
| Tasisat Daryaei FSC | 4:3 | FC Almalyk     |
| 16. Juli 2016       |     |                |
| Al Mayadeen FC      | 2:2 | FC Almalyk     |
| 17. Juli 2016       |     |                |
| Tasisat Daryaei FSC | 6:2 | Al Mayadeen FC |

### Gruppe C
| Pl. | Verein                    | Sp. | S | U | N | Tore    | Diff. | Punkte |
| --- | ------------------------- | --- | - | - | - | ------- | ----- | ------ |
| 1.  | Irak                      | 2   | 1 | 1 | 0 | 007:300 | +4    | 04     |
| 2.  | Dibba Al-Hisn Sports Club | 2   | 0 | 2 | 0 | 003:300 | ±0    | 02     |
| 3.  | Dalian Yuan Dynasty       | 2   | 0 | 1 | 1 | 002:600 | −4    | 01     |

| 15. Juli 2016       |     |                           |
| Naft Al-Wasat SC    | 2:2 | Dibba Al-Hisn Sports Club |
| 16. Juli 2016       |     |                           |
| Dalian Yuan Dynasty | 1:1 | Dibba Al-Hisn Sports Club |
| 17. Juli 2016       |     |                           |
| Naft Al-Wasat SC    | 5:1 | Dalian Yuan Dynasty       |

### Gruppe D
| Pl. | Verein                      | Sp. | S | U | N | Tore    | Diff. | Punkte |
| --- | --------------------------- | --- | - | - | - | ------- | ----- | ------ |
| 1.  | Sanna Khanh Hoa Futsal Club | 2   | 2 | 0 | 0 | 006:200 | +4    | 06     |
| 2.  | Al Sadd Futsal Team         | 2   | 1 | 0 | 1 | 006:300 | +3    | 03     |
| 3.  | Taiwan Power Company FC     | 2   | 0 | 0 | 2 | 000:700 | −7    | 0      |

| 15. Juli 2016               |     |                         |
| Sanna Khanh Hoa Futsal Club | 3:0 | Taiwan Power Company FC |
| 16. Juli 2016               |     |                         |
| Al Sadd Futsal Team         | 4:0 | Taiwan Power Company FC |
| 17. Juli 2016               |     |                         |
| Sanna Khanh Hoa Futsal Club | 3:2 | Al Sadd Futsal Team     |

## K.O.- Runden

### Viertelfinale
Das Viertelfinale wurde am 19. Juli 2016 ausgetragen. Die Gewinner zogen in das Halbfinale ein, die Verlierer schieden aus den Turnier aus.
|                             | Ergebnis |                           |
| --------------------------- | -------- | ------------------------- |
| Sanna Khanh Hoa Futsal Club | 2:6      | Dibba Al-Hisn Sports Club |

|                     | Ergebnis        |               |
| ------------------- | --------------- | ------------- |
| Tasisat Daryaei FSC | 2:2 (2:3 n. E.) | Nagoya Oceans |

|                  | Ergebnis |                     |
| ---------------- | -------- | ------------------- |
| Naft Al-Wasat SC | 2:1      | Al Sadd Futsal Team |

|                               | Ergebnis |            |
| ----------------------------- | -------- | ---------- |
| Chonburi Bluewave Futsal Club | 4:1      | FC Almalyk |

### Halbfinale
Im Halbfinale standen die Gewinner des Viertelfinales. Das Halbfinale wurde am 21. Juli 2016 ausgetragen. Die Gewinner zogen in das Finale ein, die Verlierer spielten um den 3. Platz.
|                           | Ergebnis |               |
| ------------------------- | -------- | ------------- |
| Dibba Al-Hisn Sports Club | 1:3      | Nagoya Oceans |

|                  | Ergebnis    |                               |
| ---------------- | ----------- | ----------------------------- |
| Naft Al-Wasat SC | 4:1 (n. V.) | Chonburi Bluewave Futsal Club |

### Spiel um Platz 3.
Das Spiel um Platz 3. wurde am 23. Juli 2016 ausgetragen. Gewonnen hatte Chonburi Bluewave Futsal Club.
|                           | Ergebnis |                               |
| ------------------------- | -------- | ----------------------------- |
| Dibba Al-Hisn Sports Club | 1:6      | Chonburi Bluewave Futsal Club |

### Finale
Das Finale wurde am 23. Juli 2016 ausgetragen. Nagoya Oceans gewann zum dritten Mal den Titel.
|               | Ergebnis        |                  |
| ------------- | --------------- | ---------------- |
| Nagoya Oceans | 4:4 (n. E. 6:5) | Naft Al-Wasat SC |

| AFC Futsal Club Championship 2016 Meister |
| ----------------------------------------- |
|                                           |
| Nagoya Oceans Dritter Titel               |